# Tuff E Nuff
Tuff E Nuff (デッド・ダンス?, Dead Dance) è un videogioco sviluppato e pubblicato da Jaleco nel 1993 per Nintendo Entertainment System. Picchiaduro considerato un clone di Street Fighter II, durante la conversione del titolo per il mercato europeo e statunitense ha ricevuto numerose censure che ne hanno alterato la trama e ridotto la quantità di sangue visibile nel gioco.

## Trama
Ambientato nel 2151, in Tuff E Nuff quattro combattenti si affrontano per stabilire chi dovrà affrontare il malvagio Jade.

## Modalità di gioco
Oltre ai quattro protagonisti, è possibile sbloccare altri sette personaggi giocanti tramite password.